# Shin’ichi Yamaoka
Shin’ichi Yamaoka (jap. 山岡慎一 Yamaoka Shin’ichi; ur. 19 stycznia 1894 w Kioto) – japoński lekkoatleta, sprinter.
Podczas igrzysk olimpijskich w Antwerpii (1920) odpadł w eliminacjach biegów na 100 i 200 metrów. 